# Cédric Kipré
Cédric Kipré (Parijs, 9 december 1996) is een Frans voetballer met Ivoriaanse roots die door West Bromwich Albion wordt uitgeleend aan Sporting Charleroi.

## Carrière
Kipré ruilde de jeugdopleiding van Paris Saint-Germain in 2014 voor Leicester City. De Fransman speelde nooit een officiële wedstrijd in het eerste elftal van Leicester, dat hem in september 2015 voor een maand uitleende aan Corby Town FC in de National League North.
In de zomer van 2017 overtuigde hij de Schotse eersteklasser Motherwell FC van zijn kunnen na oefenwedstrijden tegen Stirling Albion FC en Livingston FC, waarna hij er een contract van een jaar kreeg. Na een goede start werd zijn contract er in augustus 2017 al opengebroken tot de zomer van 2019. In april 2018 kreeg hij opnieuw een contractverlenging, ditmaal tot de zomer van 2020. Een maand na zijn laatste contractverlenging verloor Kipré met Motherwell de finale van de Scottish Cup.
In augustus 2018 haalde Wigan Athletic, dat een paar maanden eerder de promotie naar de Championship had afgedwongen, Kipré terug naar Engeland. Na twee seizoenen bij Wigan tekende hij in augustus 2020 bij Premier League-club West Bromwich Albion, waar hij in zijn debuutseizoen enkel in de bekercompetities (FA Cup en League Cup) aan spelen toekwam. In februari 2020 leende West Bromwich hem tot het einde van het seizoen uit aan de Belgische eersteklasser Sporting Charleroi.